# Образование в Египте

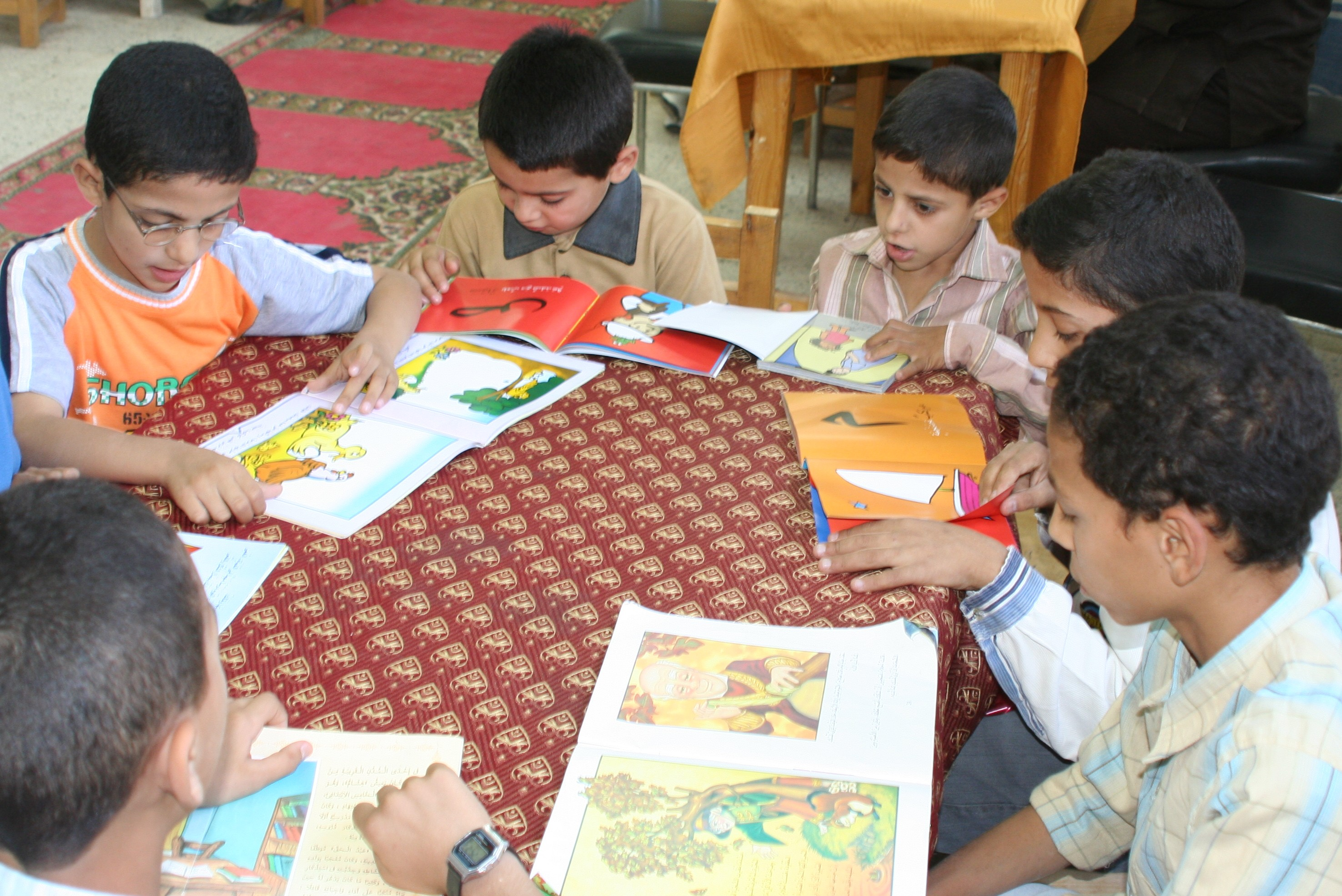
Юные египтяне за чтением

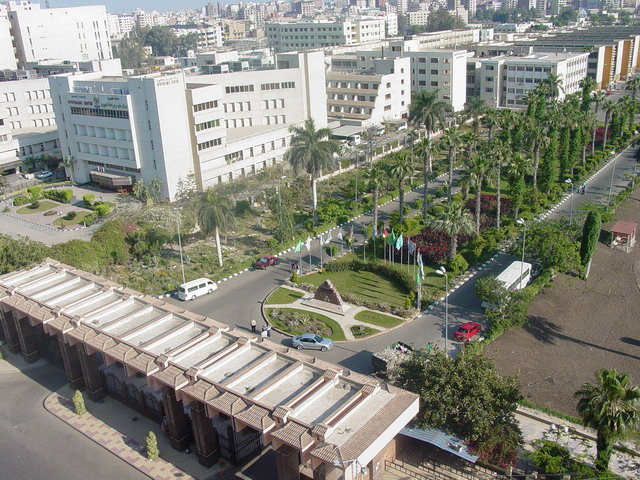
Университет Мансуры

Система образования в Египте отличается высокой степенью централизации, она подразделяется на три этапа:
- Базовое образование (араб. التعليم الأساسى‎, Ат-таали́м аль-аса́си)
  - Начальная ступень
  - Подготовительная ступень
- Среднее образование (араб. التعليم الثانوى‎, Ат-таали́м ат-та́науи)
- Высшее образование (араб. التعليم الجامعى‎, Ат-таали́м аль-га́маи)

В соответствии с Законом о бесплатном обязательном образовании от 1981 года, все египтяне в возрасте от 6 до 14 лет должны иметь базовое образование, включающее начальную и подготовительную ступени. Дальнейшее образование зависит от возможности учеников.
Образованием в стране заведует Министерство образования Египта. По состоянию на 2021 год, по оценкам всемирной книги фактов ЦРУ, только 73,1 % населения в возрасте от 15 лет и старше умеют читать и писать из них 78,8 % мужчин и 67,4 % женщин.

## Среднее образование
Среднее образование в Египте бывает трёх различных типов: общее, профессиональное и техническое.

### Среднее техническое образование
Техническое образование, приобретаемое в рамках трёхгодичной и пятилетней программы, дают школы, специализирующиеся в трёх разных областях: промышленность, коммерция и сельское хозяйство.

### Общее среднее образование
Курс общего среднего образования рассчитан на три года и включает естественные и гуманитарные предметы: арабский и английский языки, второй иностранный язык (немецкий, французский, испанский или итальянский), химия, физика, биология, география, история, философия. На втором и третьем году обучения вводится специализация: естественные науки, либо гуманитарные науки, либо математические науки.

## Система образованияАзхар(религиозная)

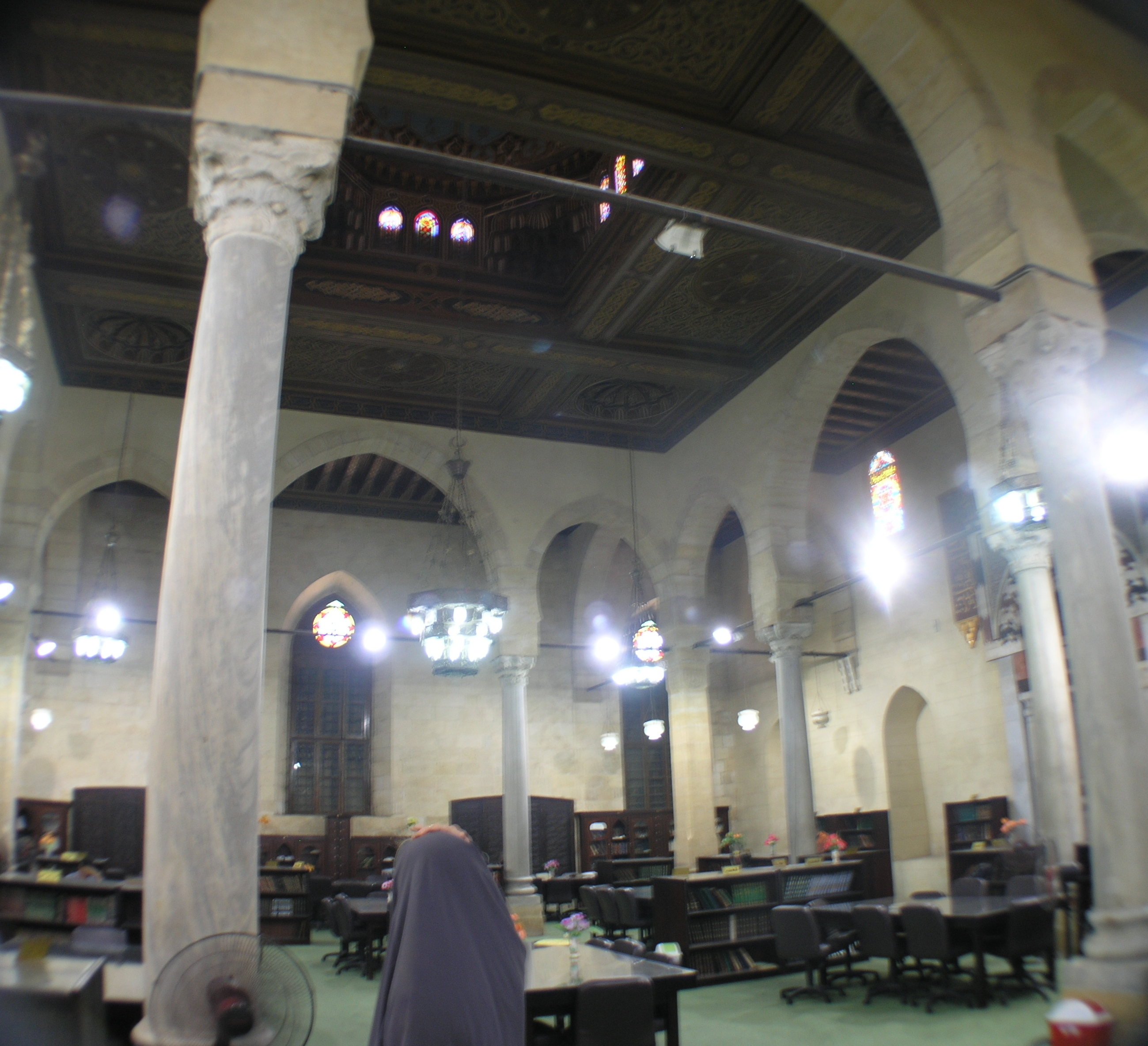
Учебный зал Университета Аль-Азхар

Религиозная система образования находится в ведении Высшего совета института Аль-Азхар. Сам Совет формально является независимым от Министерства образования, но находится под наблюдением премьер-министра Египта. 
Школы Азхар называются институтами и включают начальное, подготовительное и среднее образование.
Во всех школах на всех этапах изучают нерелигиозные предметы, хотя и не так активно, как в государственных школах. Тем не менее основу расписания составляют религиозные предметы. Все ученики мусульмане, мальчики и девочки учатся раздельно. Школы Азхар распространены по всей стране, особенно в сельской местности. Выпускники таких школ могут продолжить обучение только в Университете Аль-Азхар. В начале 2000-х на школы Азхар приходилось менее 4% от общего количества учащихся.

## Высшее образование
В Египте имеются как частные, так и государственные высшие учебные заведения. 
Государственное высшее образование в Египте бесплатное, студенты платят только регистрационный взнос. 
Частное образование обходится дороже. 
Основные университеты:
- Каирский университет (100 тыс. студентов)
- Александрийский университет
- Университет Айн-Шамс
- Университет Аль-Азхар - старейший ВУЗ Египта с тысячелетней историей

Ведущие частные университеты:
- Американский университет в Каире
- Немецкий университет в Каире
- Французский университет Египта

Министерство высшего образования и научных исследований Египта, 